# Paul Heckingbottom
Paul Heckingbottom (Barnsley, 1977. július 17. –) angol labdarúgó és labdarúgóedző, aki jelenleg a Preston North End vezetőedzője. Heckingbottom pályafutása során több angol csapat védőjeként is pályára lépett, többek között a Sunderland, a Scarborough, a Hartlepool United, a Darlington, a Norwich City, a Bradford City, a Sheffield Wednesday, a Barnsley és a Mansfield Town játékosa is volt.
Visszavonulását követően Heckingbottom edzőnek tanult, első pozícióját a Barnsley utánpótláscsapatánál kapta meg, majd egy sikeres időszak alatt, mint a csapat megbízott edzője, ami során feljuttatta a közép-angliai csapatot és megnyerte az EFL Trophyt, 2016-ban kinevezték vezetőedzőnek. 2018 februárjában leszerződtette a Leeds United, de még abban a szezonban kirúgták, mindössze 16 mérkőzés után. Ezt követően Skóciában edzősködött, a Hiberniannél, de 2019 novemberében innen is kirúgták. 2021 márciusában kinevezték a Sheffield United megbízott edzőjének a szezon végéig, majd visszatért az utánpótlás kerethez. 2021. november 25-én véglegesen is kinevezték Slaviša Jokanović menesztését követően és aláírt egy négy és fél éves szerződést. 2023-ban feljuttatta a csapatot a Premier League-be.

## Játékos statisztika
| Csapat                         | Szezon           | Bajnokság          | Bajnokság | Bajnokság | Kupa | Kupa  | Ligakupa | Ligakupa | Egyéb | Egyéb | Összesen | Összesen |
| Csapat                         | Szezon           | Osztály            | P.        | Gólok     | P.   | Gólok | P.       | Gólok    | P.    | Gólok | P.       | Gólok    |
| ------------------------------ | ---------------- | ------------------ | --------- | --------- | ---- | ----- | -------- | -------- | ----- | ----- | -------- | -------- |
| Sunderland                     | 1996–1997        | Premier League     | 0         | 0         | 0    | 0     | 0        | 0        | —     | —     | 0        | 0        |
| Sunderland                     | 1997–1998        | First Division     | 0         | 0         | —    | —     | 0        | 0        | —     | —     | 0        | 0        |
| Sunderland                     | 1998–1999        | First Division     | 0         | 0         | 0    | 0     | 0        | 0        | —     | —     | 0        | 0        |
| Sunderland                     | Összesen         | Összesen           | 0         | 0         | 0    | 0     | 0        | 0        | —     | —     | 0        | 0        |
| Scarborough (kölcsönben)       | 1997–1998        | Third Division     | 29        | 0         | 0    | 0     | —        | —        | 1     | 0     | 30       | 0        |
| Hartlepool United (kölcsönben) | 1998–1999        | Third Division     | 5         | 1         | —    | —     | —        | —        | —     | —     | 5        | 1        |
| Darlington (kölcsönben)        | 1998–1999        | Third Division     | 10        | 0         | —    | —     | —        | —        | —     | —     | 10       | 0        |
| Darlington                     | 1999–2000        | Third Division     | 45        | 1         | 3    | 1     | 2        | 0        | 4     | 0     | 54       | 2        |
| Darlington                     | 2000–2001        | Second Division    | 18        | 1         | 1    | 0     | 2        | 0        | 2     | 0     | 23       | 1        |
| Darlington                     | 2001–2002        | Third Division     | 42        | 3         | 4    | 0     | 0        | 0        | 2     | 0     | 48       | 3        |
| Darlington                     | Összesen         | Összesen           | 115       | 5         | 8    | 1     | 4        | 0        | 8     | 0     | 135      | 6        |
| Norwich City                   | 2002–2003        | First Division     | 15        | 0         | 0    | 0     | 1        | 0        | —     | —     | 16       | 0        |
| Bradford City                  | 2003–2004        | First Division     | 43        | 0         | 1    | 0     | 1        | 0        | —     | —     | 45       | 0        |
| Sheffield Wednesday            | 2004–2005        | League One         | 38        | 4         | 0    | 0     | 1        | 0        | 3     | 0     | 42       | 4        |
| Sheffield Wednesday            | 2005–2006        | Championship       | 4         | 0         | 1    | 2     | 0        | 0        | —     | —     | 5        | 2        |
| Sheffield Wednesday            | Összesen         | Összesen           | 42        | 0         | 1    | 2     | 1        | 0        | 3     | 0     | 47       | 6        |
| Barnsley                       | 2005–2006        | League One         | 18        | 1         | —    | —     | —        | —        | 3     | 0     | 21       | 1        |
| Barnsley                       | 2006–2007        | Championship       | 31        | 0         | 1    | 0     | 0        | 0        | —     | —     | 32       | 0        |
| Barnsley                       | 2007–2008        | Championship       | —         | —         | —    | —     | —        | —        | —     | —     | —        | —        |
| Barnsley                       | Összesen         | Összesen           | 49        | 1         | 1    | 0     | 0        | 0        | 3     | 0     | 53       | 1        |
| Bradford City                  | 2007–2008        | League Two         | 44        | 0         | 1    | 0     | 1        | 0        | 1     | 0     | 47       | 0        |
| Bradford City                  | 2008–2009        | League Two         | 9         | 0         | 1    | 0     | 1        | 0        | 1     | 0     | 12       | 0        |
| Bradford City                  | Összesen         | Összesen           | 53        | 0         | 2    | 0     | 2        | 0        | 2     | 0     | 59       | 0        |
| Mansfield Town                 | 2009–2010        | Conference Premier | 11        | 1         | 3    | 0     | —        | —        | 1     | 0     | 15       | 1        |
| Gateshead (kölcsönben)         | 2009–2010        | Conference Premier | 15        | 0         | —    | —     | —        | —        | —     | —     | 15       | 0        |
| Gateshead                      | 2010–2011        | Conference Premier | 21        | 0         | 0    | 0     | —        | —        | 1     | 0     | 22       | 0        |
| Gateshead                      | Összesen         | Összesen           | 36        | 0         | 0    | 0     | —        | —        | 1     | 0     | 37       | 0        |
| Karrier összesen               | Karrier összesen | Karrier összesen   | 398       | 12        | 16   | 3     | 9        | 0        | 19    | 0     | 442      | 15       |

1. 1 2 3 4 5  Pályára lépések a Football League Trophyban
2. ↑  Egy pályára lépés a Football League Trophyban és három a negyedosztály rájátszásában
3. 1 2  Pályára lépések a harmadosztály rájátszásában
4. 1 2  Pályára lépések a  FA Trophyban

## Edzői statisztika
| Csapat                       | -tól               | -ig               | Eredmények | Eredmények | Eredmények | Eredmények | Eredmények |
| Csapat                       | -tól               | -ig               | M          | Gy         | D          | V          | Gy %       |
| ---------------------------- | ------------------ | ----------------- | ---------- | ---------- | ---------- | ---------- | ---------- |
| Barnsley (megbízott)         | 2015. február 12.  | 2015. február 25. | 3          | 2          | 0          | 1          | 66,67      |
| Barnsley                     | 2016. február 6.   | 2018. február 6.  | 105        | 37         | 28         | 40         | 35,24      |
| Leeds United                 | 2018. február 6.   | 2018. június 1.   | 16         | 4          | 4          | 8          | 25,00      |
| Hibernian                    | 2019. február 13.  | 2019. november 4. | 32         | 11         | 12         | 9          | 34,38      |
| Sheffield United (megbízott) | 2021. március 13.  | 2021. május 27.   | 11         | 3          | 0          | 8          | 27,27      |
| Sheffield United             | 2021. november 25. | napjainkig        | 81         | 47         | 15         | 19         | 58,02      |
| Összesen                     | Összesen           | Összesen          | 248        | 105        | 58         | 85         | 42,34      |

## Sikerek és elismerések

### Játékos
Sheffield Wednesday
- Football League One-rájátszás: 2004–2005

Barnsley
- Football League One-rájátszás: 2005–2006

### Edző
Barnsley
- Football League One-rájátszás: 2015–2016
- Football League Trophy: 2015–2016

Sheffield United
- EFL Championship ezüstérmes: 2022–2023

Individual
- EFL Championship – A hónap menedzser: 2022. augusztus,[12] 2022. szeptember[13]
- League One – A hónap menedzser: 2016. március[14]